# Paul Hunter Classic
Paul Hunter Classic är en turnering i snooker. Tidigare var den en mindre rankingturnering ingående i Players Tour Championship men sedan snookersäsongen 2016/2017 är den en fullvärdig rankingturnering.
Turneringen startade 2004 under namnet Grand Prix Fürth och hölls i Fürth. Efter två år under namnet Fürth German Open, döptes den om till Paul Hunter Classic 2007 för att hedra snookerspelaren Paul Hunter.

## Vinnare
| År                                            | Vinnare                       | Motståndare                   | Resultat                      | Säsong                        |
| Grand Prix Fürth (ej ranking)                 | Grand Prix Fürth (ej ranking) | Grand Prix Fürth (ej ranking) | Grand Prix Fürth (ej ranking) | Grand Prix Fürth (ej ranking) |
| --------------------------------------------- | ----------------------------- | ----------------------------- | ----------------------------- | ----------------------------- |
| 2004                                          | Paul Hunter                   | Matthew Stevens               | 4–2                           | 2004/05                       |
| Fürth German Open (ej ranking)                |                               |                               |                               |                               |
| 2005                                          | Mark King                     | Michael Holt                  | 4–2                           | 2005/06                       |
| 2006                                          | Michael Holt                  | Barry Hawkins                 | 4–2                           | 2006/07                       |
| Paul Hunter Classic (ej ranking)              |                               |                               |                               |                               |
| 2007                                          | Barry Pinches                 | Ken Doherty                   | 4–0                           | 2007/08                       |
| 2008                                          | Shaun Murphy                  | Mark Selby                    | 4–0                           | 2008/09                       |
| 2009                                          | Shaun Murphy                  | Jimmy White                   | 4–0                           | 2009/10                       |
| Paul Hunter Classic (mindre rankingturnering) |                               |                               |                               |                               |
| 2010                                          | Judd Trump                    | Anthony Hamilton              | 4–3                           | 2010/11                       |
| 2011                                          | Mark Selby                    | Mark Davis                    | 4–0                           | 2011/12                       |
| 2012                                          | Mark Selby                    | Joe Swail                     | 4–1                           | 2012/13                       |
| 2013                                          | Ronnie O'Sullivan             | Gerard Greene                 | 4–0                           | 2013/14                       |
| 2014                                          | Mark Allen                    | Judd Trump                    | 4–2                           | 2014/14                       |
| 2015                                          | Ali Carter                    | Shaun Murphy                  | 4–3                           | 2015/16                       |
| Paul Hunter Classic (rankingturnering)        |                               |                               |                               |                               |
| 2016                                          | Mark Selby                    | Tom Ford                      | 4–2                           | 2016/17                       |